# 鞍馬温泉
鞍馬温泉（くらまおんせん）は、京都府京都市左京区鞍馬本町にある温泉である。

## 泉質
- 単純硫化水素泉
  - 泉温 15℃
  - 敷地内から自然湧出しているが、冷泉のため、一度加温している。

## 温泉地
鞍馬寺の近くに、一軒宿の「くらま温泉」が存在する。料理は地元の京料理を使用している。周囲は鞍馬山の山中にあたる。
2021年現在は新型コロナウイルス感染症の影響および、叡山電鉄鞍馬線の風水害に伴う運休（2021年9月に復旧）のため、休業し、その後運営会社の清算により、いったん閉館した。
叡山電鉄鞍馬線の復旧、2023年5月8日の新型コロナウイルスの五類感染症移行後も長らく閉館していたが、2023年10月頃に「鞍馬温泉再建プロジェクト」が始動し、別会社により大規模修繕工事が行われた。当初は2024年5月20日の営業再開であったが、いったん2024年6月26日に営業再開予定が延期となった。その後のボイラー等の試運転に追加工事の必要が多数見つかり、さらに再開予定日が延期となった。

## 歴史
開湯時期については明治末期に茶畑から湧出していたものが発祥であると、2021年現在存在する施設の支配人は述べている。

## アクセス
鉄道
- 京都駅から京都市営地下鉄烏丸線国際会館駅まで20分。国際会館駅より京都バス52系統で25分。「鞍馬温泉」バス停下車すぐ。貴船口止まりバスに注意。国際会館駅最終は16時30分頃。
- 叡山電鉄鞍馬線・鞍馬駅より送迎バスで3分。徒歩で約10分。

自動車
- 名神高速道路京都南ICより府道38号経由、車で50分[4]。